# Жупны
За́мок Жу́пны (пол. Zamek Żupny) — сооружение в польском городе Величка, построенное для охраны одной из старейших соляных шахт в мире. С 2013 года весь комплекс шахт входит в список всемирного наследия ЮНЕСКО. Первые упоминания о шахтах относятся к 1248 году.

## История

### Основание и реконструкции
Укрепления для защиты шахт появились ещё в середине XIII века. Так как налоги с торговли солью приносили значительную часть доходов государственной казны, то в 1368 году король Казимир III Великий издал особый указ, который регулировал правила добычи и продажи соли.
В конце XIII века были построены первые каменные оборонительные сооружения около соляных шахт. Контроль над шахтами а Величке был доверен особому графу (Зальцграфу). Расширение и реконструкция этих построек продолжались до XVIII века.
С XIV по XVI века доходы от торговли солью приносили до трети поступлений в казну государства. На эти доходы были построен королевский Вавельский замок, а также комплекс университетских сооружений в Кракове. В лучшие годы на шахте работало 2000 шахтёров, а добыча превышала 30 000 тонн соли.

### XX век и современное состояние
В 1918 году шахты были национализированы. В 1932 году торговля солью стала государственной монополией. В 1945 году шахты и замок подверглись бомбардировкам.
С 1968 по 1988 годы добыча соли в Величке играла важную роль в местной экономике.
В 1992 году городские власти отреставрировали замок. Во внутренних помещениях организовали музей.

## Мировое наследие ЮНЕСКО
В марте 1988 года замок был внесён в список исторических памятников. В 2013 году в список памятников были добавлены соляные шахты.

## Галерея

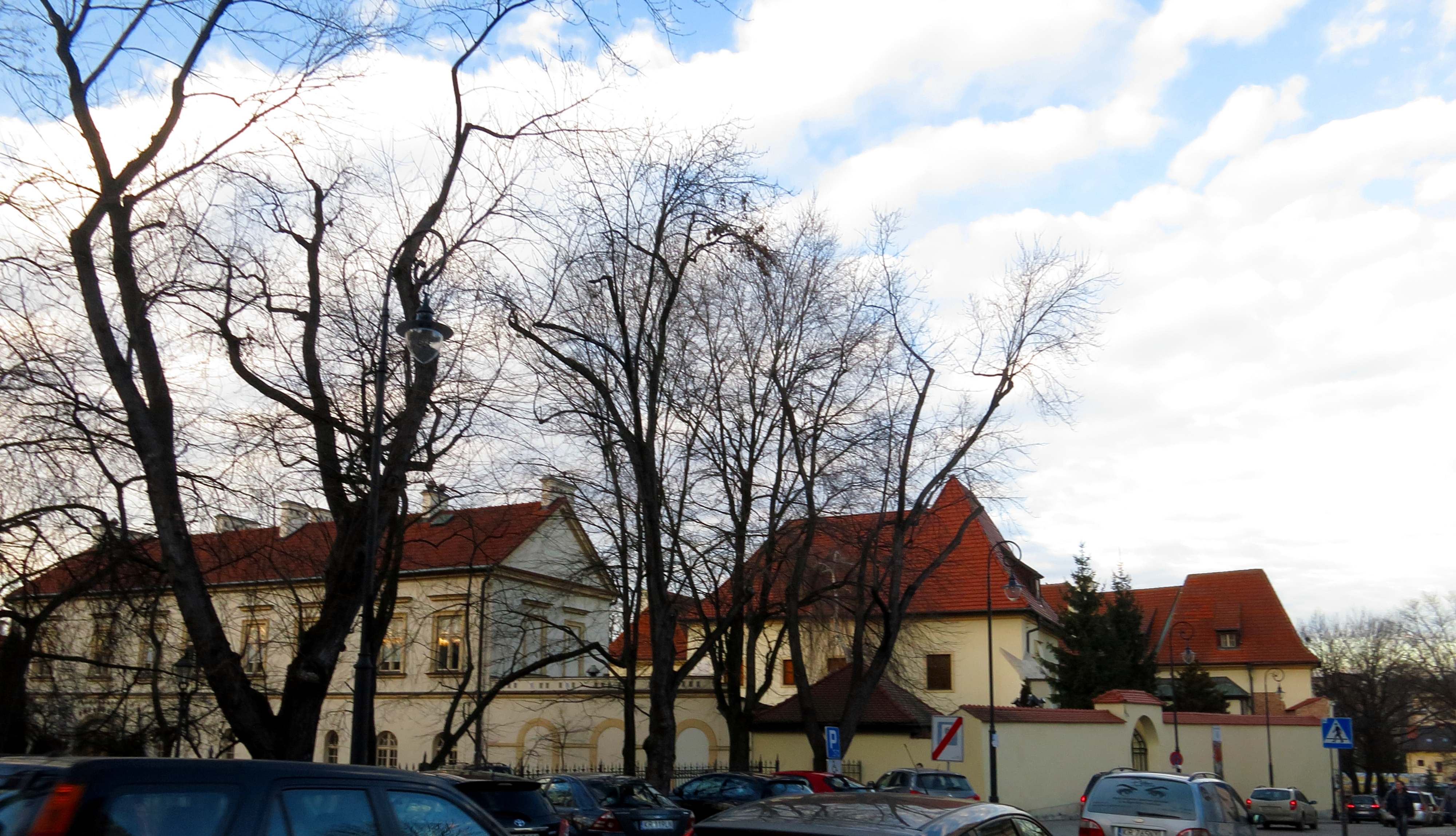
Здания замка
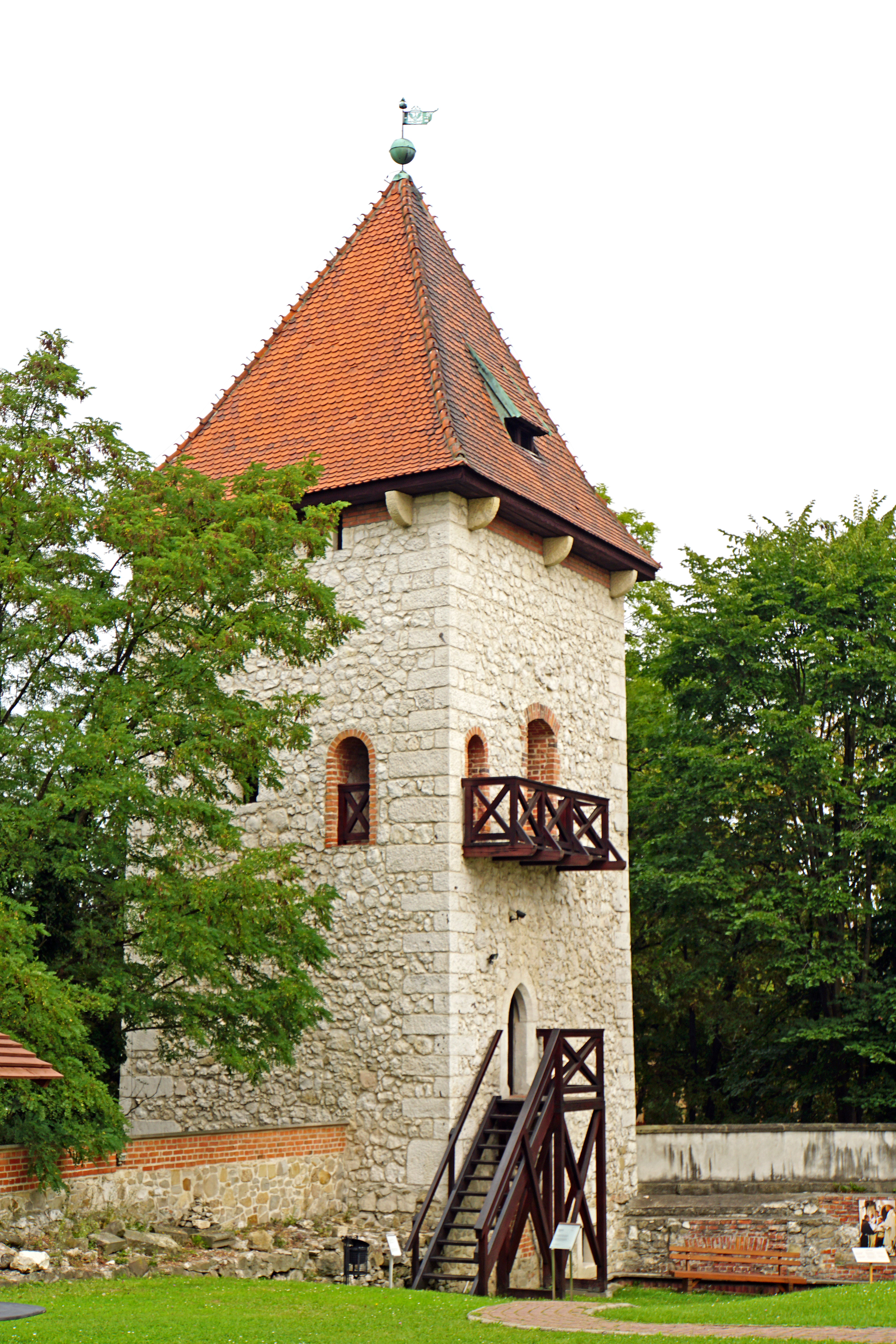
Отреставрированная башня
Главная башня замка
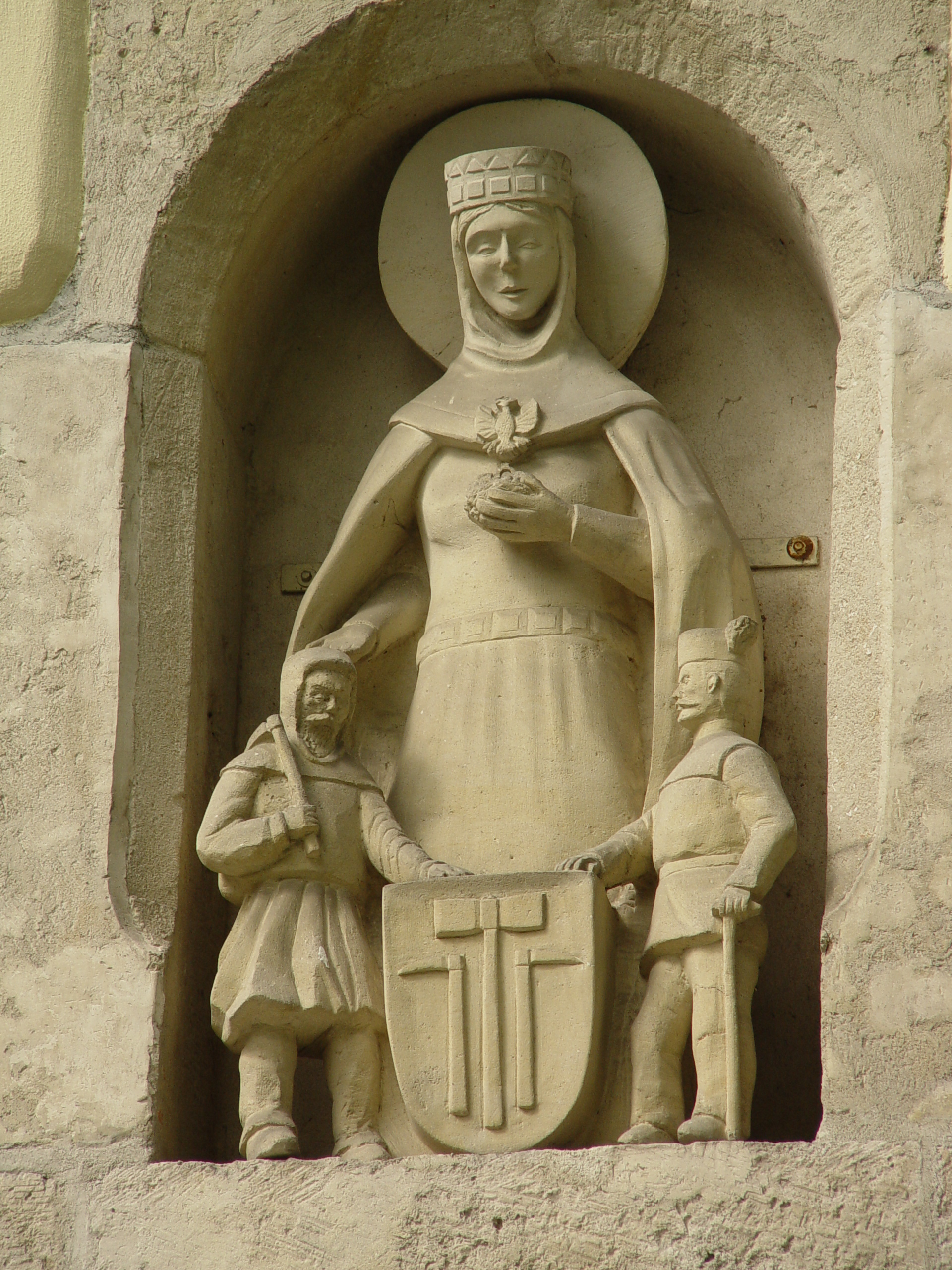
Скульптурная композиция
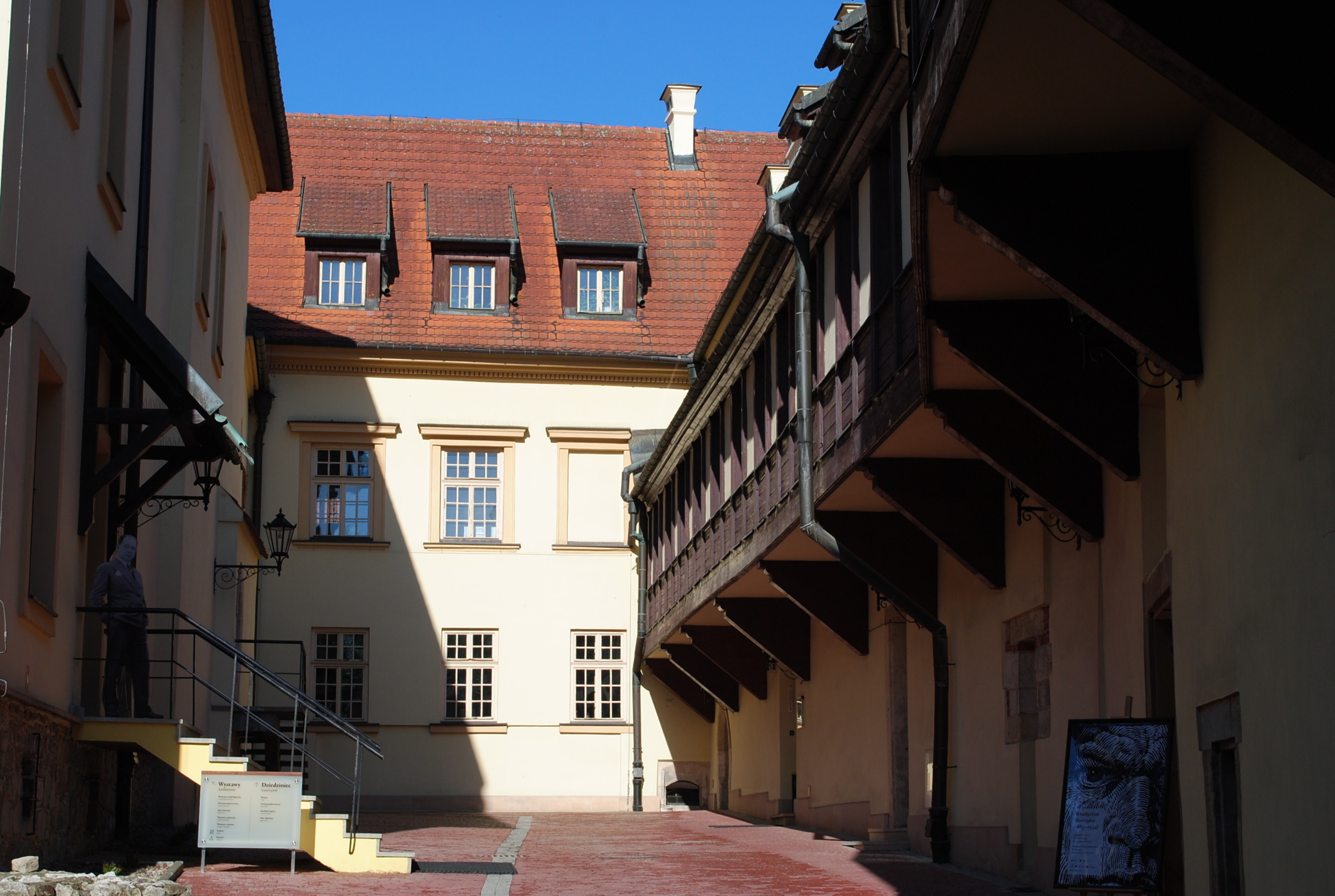
Внутренний двор замка